# Rock'n'Roll : la discothèque idéale : 101 disques qui ont changé le monde

Rock'n'Roll : la discothèque idéale, 101 disques qui ont changé le monde est un livre écrit par Philippe Manœuvre, paru en novembre 2005 aux éditions Rock & Folk / Albin Michel. En dépit de son titre, le livre n'inclut pas que des disques de rock, l'auteur y présentant également des disques de funk et de soul (par exemple Funkadelic, Michael Jackson, Marvin Gaye, Diana Ross...), de country (Johnny Cash) et même de musique électronique (Moon Safari par Air).
Un deuxième volume intitulé Rock'n'Roll : la discothèque idéale 2 : 101 disques à écouter avant la fin du monde a paru en octobre 2011.
Dans ce premier volume, il y a en fait 102 disques qui sont présentés par ordre chronologique :
1. The Sun Sessions, Elvis Presley
2. Having a Rave Up, Yardbirds
3. Pet Sounds, Beach Boys
4. Blonde on Blonde, Bob Dylan
5. The Doors, The Doors
6. The Velvet Underground & Nico, The Velvet Underground
7. Sgt Pepper's Lonely Hearts Club Band, The Beatles
8. The Piper at the Gates of Dawn, Pink Floyd
9. Forever Changes, Love
10. After Bathing at Baxter's, Jefferson Airplane
11. Music from Big Pink, The Band
12. Cheap Thrills, Big Brother and the Holding Company
13. Electric Ladyland, The Jimi Hendrix Experience
14. The Beatles (Album), The Beatles
15. Beck-Ola, Jeff Beck
16. At San Quentin, Johnny Cash
17. Blind Faith, Blind Faith
18. In the Court of the Crimson King, King Crimson
19. Led Zeppelin II, Led Zeppelin
20. Hot Rats, Frank Zappa
21. Trout Mask Replica, Captain Beefheart & His Magic Band
22. Back in the USA, MC5
23. In Rock, Deep Purple
24. Parachute, Pretty Things
25. Yeti, Amon Düül II
26. Déjà vu, Crosby, Stills, Nash and Young
27. Fun House, The Stooges
28. Sex Machine, James Brown
29. All Things Must Pass, George Harrison
30. Layla and Other Assorted Love Songs, Derek and the Dominos
31. Histoire de Melody Nelson, Serge Gainsbourg
32. Tago Mago, Can
33. L.A. Woman, The Doors
34. Sticky Fingers, The Rolling Stones
35. Teenage Head, The Flamin' Groovies
36. What's Going On, Marvin Gaye
37. At Fillmore East, The Allman Brothers Band
38. Who's Next, The Who
39. Imagine, John Lennon
40. Led Zeppelin IV, Led Zeppelin
41. Killer, Alice Cooper
42. There's a Riot Goin' On, Sly and The Family Stone
43. Exile on Main St., Rolling Stones
44. Roxy Music, Roxy Music
45. Doremi Fasol Latido, Hawkwind
46. Caravanserai, Santana
47. The Dark Side of the Moon, Pink Floyd
48. A Wizard, a True Star, Todd Rundgren
49. Raw Power, Iggy & The Stooges
50. Berlin, Lou Reed
51. New York Dolls, New York Dolls
52. Pin Ups, David Bowie
53. Sabbath Bloody Sabbath, Black Sabbath
54. Copperhead, CopperHead
55. Rock 'n' Roll Animal, Lou Reed
56. Rock Bottom, Robert Wyatt
57. Radio City, Big Star
58. (pronounced 'lĕh-'nérd 'skin-'nérd), Lynyrd Skynyrd
59. Born to Run, Bruce Springsteen
60. Tonight's the Night, Neil Young
61. Horses, Patti Smith
62. Rocks, Aerosmith
63. Marquee Moon, Television
64. The Clash, The Clash
65. Exodus, Bob Marley
66. In the City, The Jam
67. Aja, Steely Dan
68. L.A.M.F., The Heartbreakers
69. Never Mind The Bollocks, Sex Pistols
70. Pink Flag, Wire
71. Suicide, Suicide
72. This Year's Model, Elvis Costello
73. The Man-Machine, Kraftwerk
74. One nation under a groove, Funkadelic
75. Public Image, Public Image
76. Overkill, Motörhead
77. Off the Wall, Michael Jackson
78. Entertainment!, Gang of Four
79. End of the Century, Ramones
80. Songs the Lord Taught Us, The Cramps
81. Diana, Diana Ross
82. Closer, Joy Division
83. Back in Black, AC/DC
84. More Specials, The Specials
85. Pornography, The Cure
86. Sign o' the Times, Prince
87. Appetite for Destruction, Guns N' Roses
88. Doolittle, Pixies
89. Goo, Sonic Youth
90. Nevermind, Nirvana
91. Rage Against the Machine, Rage Against the Machine
92. The Southern Harmony and Musical Companion, The Black Crowes
93. Grace, Jeff Buckley
94. One Hot Minute, Red Hot Chili Peppers
95. (What's the Story) Morning Glory?, Oasis
96. Alice in Chains, Alice in Chains
97. OK Computer, Radiohead
98. Moon Safari, Air
99. Is This It, The Strokes
100. Songs for the Deaf, Queens of the Stone Age
101. Elephant, The White Stripes
102. Up the Bracket, The Libertines

Les chroniques sont parues initialement dans le magazine Rock & Folk au rythme d'un disque tous les mois. Lors de la parution dans le mensuel certains disques avaient été sélectionnés mais n'ont pas été retenus pour le livre :
- Loud, Fast & Out of Control: The Wild Sounds of '50s Rock (Compilation)
- Wheels of Fire, Cream
- Their Satanic Majesties Request, The Rolling Stones
- Isle of Wight, Jimi Hendrix
- Never Never Land, Pink Fairies
- Blue Öyster Cult, Blue Öyster Cult (la chronique du magazine comprenait également les albums Tyranny & Mutation et Secret Treaties)
- le disque Lou Reed Live était chroniqué en même temps que le disque Rock 'n' Roll Animal

La sélection de Philippe Manœuvre fait par ailleurs l'objet de controverses.